# Hladovka
Hladovka este o comună slovacă, aflată în districtul Tvrdošín din regiunea Žilina. Localitatea se află la altitudinea de 747 m deasupra n.m., se întinde pe o suprafață de 18,1 km2 și în 2017 număra 1.041 de locuitori.

## Istoric
Localitatea Hladovka este atestată documentar din 1558.

## Demografie
| An:                | 1994 | 2004   | 2014   | 2024   |
| ------------------ | ---- | ------ | ------ | ------ |
| Număr de persoane: | 883  | 955    | 1036   | 1098   |
| Diferență:         |      | +8,15% | +8,48% | +5,98% |

| An:                | 2023 | 2024   |
| ------------------ | ---- | ------ |
| Număr de persoane: | 1072 | 1098   |
| Diferență:         |      | +2,42% |